# Promozione Marche 1954-1955
La Promozione fu il massimo campionato regionale di calcio disputato nelle Marche nella stagione 1954-1955.
A ciascun girone, che garantiva al suo vincitore la promozione in IV Serie a condizione di soddisfare le condizioni economiche richieste dai regolamenti, partecipavano sedici squadre, ed era prevista la retrocessione delle quattro peggio piazzate, anche se erano possibili aggiustamenti automatici per ripartire fra le appropriate sedi locali le squadre discendenti dalla IV Serie.
Questo è il campionato organizzato dalla Lega Regionale Marchigiana avente sede ad Ancona.

## Girone unico

### Squadre partecipanti
| Squadra                | Città                   | Stagione precedente |
| ---------------------- | ----------------------- | ------------------- |
| S.P. Alma Juventus     | Fano (PS)               |                     |
| U.S. Falco             | Acqualagna (PS)         |                     |
| S.S. Enzo Andreanelli  | Ancona                  |                     |
| S.S. Maceratese        | Macerata                |                     |
| U.S. Osimana           | Osimo (AN)              |                     |
| S.S. Ostrense          | Ostra (AN)              |                     |
| U.S. Pergolese         | Pergola (PS)            |                     |
| U.S. Portocivitanovese | Civitanova Marche (MC)  |                     |
| S.S. Portorecanati     | Porto Recanati (MC)     |                     |
| S.S. Pro Calcio        | Ascoli Piceno           |                     |
| U.S. Recanatese        | Recanati (MC)           |                     |
| S.S. Robur             | Grottammare (AP)        |                     |
| A.S. San Crispino      | Porto Sant'Elpidio (AP) |                     |
| U.S. Tolentino         | Tolentino (MC)          |                     |
| Pol. Vigor             | Senigallia (PS)         |                     |
| S.P. Vis-Sauro         | Pesaro                  |                     |

### Classifica finale
|  | Pos. | Squadra           | Pt | G  | V  | N  | P  | GF | GS | DR  |
|  | ---- | ----------------- | -- | -- | -- | -- | -- | -- | -- | --- |
|  | 1.   | Vigor Senigallia  | 49 | 30 | 22 | 5  | 3  | 74 | 29 | +45 |
|  | 2.   | Portocivitanovese | 45 | 30 | 18 | 9  | 3  | 53 | 26 | +27 |
|  | 3.   | Tolentino         | 34 | 30 | 12 | 10 | 8  | 43 | 35 | +8  |
|  | 4.   | San Crispino      | 32 | 30 | 14 | 4  | 12 | 54 | 42 | +12 |
|  | 4.   | Vis Sauro Pesaro  | 32 | 30 | 10 | 12 | 8  | 53 | 48 | +5  |
|  | 6.   | Pergolese         | 30 | 30 | 12 | 6  | 12 | 43 | 47 | -4  |
|  | 7.   | Alma Juventus     | 29 | 30 | 11 | 7  | 12 | 60 | 48 | +12 |
|  | 8.   | Portorecanati     | 28 | 30 | 9  | 10 | 11 | 42 | 37 | +5  |
|  | 9.   | Pro Calcio Ascoli | 28 | 30 | 9  | 10 | 11 | 35 | 39 | -4  |
|  | 10.  | Robur Grottammare | 27 | 30 | 9  | 9  | 12 | 43 | 56 | -13 |
|  | 11.  | Ostrense          | 27 | 30 | 10 | 7  | 13 | 41 | 41 | 0   |
|  | 12.  | Osimana           | 27 | 30 | 10 | 7  | 13 | 42 | 59 | -17 |
|  | 13.  | Enzo Andreanelli  | 27 | 30 | 9  | 9  | 12 | 36 | 45 | -9  |
|  | 14.  | Maceratese        | 24 | 30 | 7  | 10 | 13 | 34 | 53 | -19 |
|  | 15.  | Recanatese        | 22 | 30 | 9  | 4  | 17 | 34 | 51 | -17 |
|  | 16.  | Falco             | 19 | 30 | 5  | 9  | 16 | 26 | 57 | -31 |

Legenda:
      Promosso in IV Serie 1955-1956.
      Retrocesso in Prima Divisione 1955-1956.
Regolamento:
Due punti a vittoria, uno a pareggio, zero a sconfitta.
Pari merito in caso di pari punti.
In caso di pari punti in zona promozione/finali era necessario uno spareggio in campo neutro.

## Spareggi retrocessione

### Classifica finale
|  | Pos. | Squadra           | Pt | G | V | N | P | GF | GS | DR |
|  | ---- | ----------------- | -- | - | - | - | - | -- | -- | -- |
|  | 1.   | Robur Grottammare | ?  | 3 | ? | ? | ? | ?  | ?  | +? |
|  | 2.   | Ostrense          | ?  | 3 | ? | ? | ? | ?  | ?  | +? |
|  | 3.   | Osimana           | ?  | 3 | ? | ? | ? | ?  | ?  | -? |
|  | 4.   | Enzo Andreanelli  | ?  | 3 | ? | ? | ? | ?  | ?  | +? |

Legenda:
      Retrocesso in Prima Divisione 1955-1956.
Regolamento:
Due punti a vittoria, uno a pareggio, zero a sconfitta.
Pari merito in caso di pari punti.
In caso di pari punti in zona promozione/finali era necessario uno spareggio in campo neutro.
Note: